# Зоряна машина

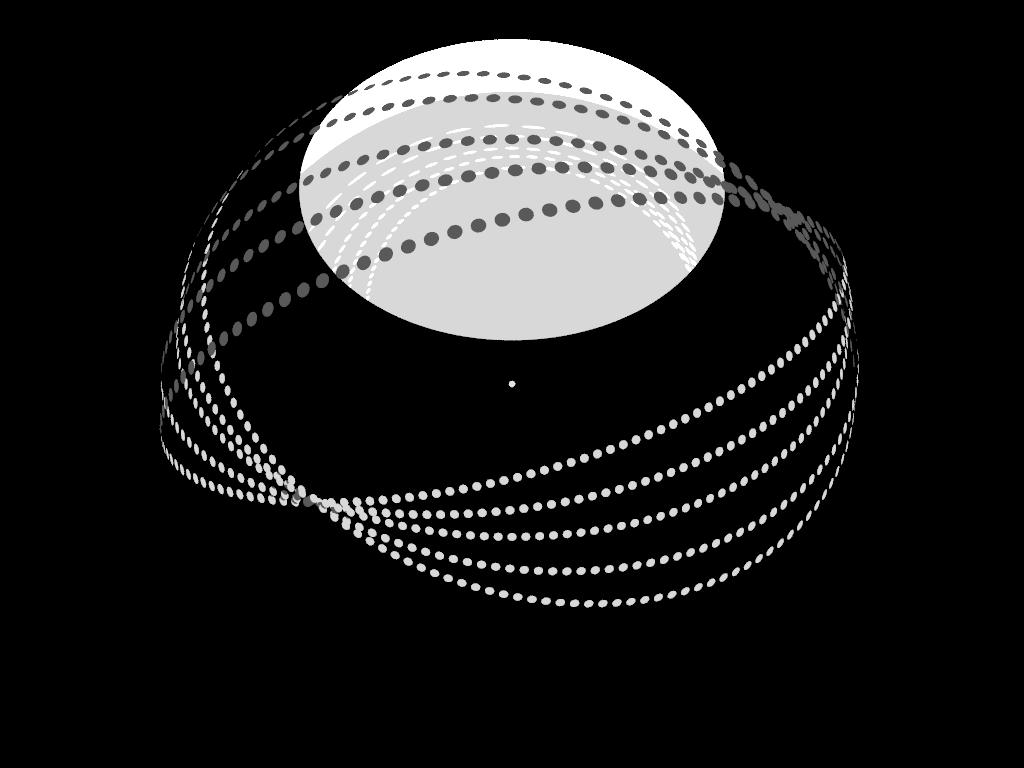
Діаграма зоряної машини класу C (у масштабі), побудованої біля зірки, схожої на Сонце. Вона складається з часткового рою Дайсона, що включає 5 кілець Дайсона, що збирають сонячну енергію (компонент класу B) і великого статичного двигуна Шкадова (компонент класу A). Вид з точки нижче площини екліптики на відстані приблизно 2,8 а.о. Система прискорюється в напрямі, що задається вектором, що проходить від центру зірки до центру двигуна Шкадова, який висить над північним полюсом зірки (по відношенню до екліптики) на відстані 1 а.о. від неї.

Зоряні машини — клас гіпотетичних мегаструктур, які використовують випромінювання зірки для виробництва придатної до використання енергії. Деякі їх різновиди використовують енергію для створення тяги і надання прискорення зірці і її планетній системі в заданому напрямі. Створення такої системи дозволить віднести її творців до цивілізації другого типу за шкалою Кардашева.
Існують три різновиди подібних мегаструктур.

## Клас A (рушій Шкадова)
Одним з простих прикладів зоряної машини є рушій Шкадова (названий на честь Леоніда Михайловича Шкадова, який уперше запропонував його конструкцію), або зоряна машина класу A. Вона є силовою установкою зоряного масштабу, що складається з величезного дзеркала, — сонячного вітрила досить великих розмірів, світловий тиск на яке урівноважений гравітаційним тяжінням зірки. Оскільки тиск випромінювання зірки в результаті набуде несиметричного характеру (тобто в одному з напрямів випромінюватиметься більше енергії), різниця в тиску створює тягу, і зірка починає прискорюватися у напрямі ширяючого над нею вітрила. Така тяга і прискорення будуть украй невеликими, але така система може залишатися стабільною впродовж тисячоліть. Планетна система зірки переміщатиметься разом з самою зіркою.
Для такої зірки, як Сонце, зі світністю 3,85 × 1026 Вт і масою 1,99 × 1030 кілограм, загальна тяга, вироблювана відображенням половини сонячного випромінювання, дорівнюватиме 1,28 × 1018 ньютонів. За часовий проміжок в 1 мільйон років це дасть зміну швидкості на 20 м/с і віддалення від вихідної позиції на 0,03 світлових роки. Через один мільярд років швидкість складатиме 20 км/с, а віддалення від вихідної позиції — 34000 світлових років, що трохи перевищує одну третину ширини галактики Чумацький Шлях.

## Клас B
Зоряна машина класу B — це сфера Дайсона або який-небудь з її варіантів, побудована біля зірки. Використовуючи різницю температур зірки і міжзоряного середовища, вона дозволяє добувати з системи енергію, можливо, з використанням термоелектричних явищ. На відміну від рушія Шкадова, така система не призначена для створення тяги. Концепція мозку-матрьошки ґрунтується на уявленні про машину класу B, в якій енергія добувається для певної мети: обробки даних величезним комп'ютером.

## Клас C
Зоряна машина класу C об'єднує два попередні класи, здійснюючи як створення тяги, так і генерування енергії.
Оболонка Дайсона, внутрішня поверхня якої частково є дзеркальною, буде одним з можливих варіантів такої системи (хоча, як і звичайна оболонка, вона матиме проблеми із стабільністю). Сфера Дайсона за своєю конструкцією також є двигуном Шкадова, якщо розташування статичних компонентів є асиметричним; додавання можливостей по генерації енергії до компонент такої системи є тривіальним завданням у порівнянні з її спорудженням.